# Magyarország a 2022. évi téli olimpiai játékokon
Magyarország a kínai Pekingben  megrendezett 2022. évi téli olimpiai játékok egyik részt vevő nemzete volt. Az országot az olimpián 5 sportágban 14 sportoló képviselte. Magyarország először szerzett egynél több érmet a téli olimpiai játékok történetében. Liu Shaoang Magyarország első egyéni téli olimpiai aranyérmét nyerte.

## Érmesek
| Érem  | Versenyző                                                                      | Sportág                    | Versenyszám         |
| ----- | ------------------------------------------------------------------------------ | -------------------------- | ------------------- |
| Arany | Liu Shaoang                                                                    | Rövidpályás gyorskorcsolya | Férfi 500 m         |
| Bronz | Liu Shaoang                                                                    | Rövidpályás gyorskorcsolya | Férfi 1000 m        |
| Bronz | Jászapáti Petra Kónya Zsófia Liu Shaolin Sándor Liu Shaoang John-Henry Krueger | Rövidpályás gyorskorcsolya | Vegyes 2000 m váltó |

## További magyar pontszerzők

### 4. helyezett
| Név         | Sportág                    | Versenyszám  |
| ----------- | -------------------------- | ------------ |
| Liu Shaoang | Rövidpályás gyorskorcsolya | Férfi 1500 m |

### 6. helyezett
| Név                                                             | Sportág                    | Versenyszám        |
| --------------------------------------------------------------- | -------------------------- | ------------------ |
| Liu Shaolin Sándor                                              | Rövidpályás gyorskorcsolya | Férfi 1500 m       |
| Liu Shaoang Liu Shaolin Sándor John-Henry Krueger Nógrádi Bence | Rövidpályás gyorskorcsolya | Férfi 5000 m váltó |

## Eredményesség sportáganként
Az alábbi táblázat összefoglalja a magyar versenyzők szereplését.
Az egyes oszlopokban előforduló legmagasabb érték vagy értékek vastagítással kiemelve.

Az olimpiai pontok számát az alábbiak szerint lehet kiszámolni: 1. hely – 7 pont, 2. hely – 5 pont, 3. hely – 4 pont, 4. hely – 3 pont, 5. hely – 2 pont, 6. hely – 1 pont.
| Sportág                    | Helyezések száma | Helyezések száma | Helyezések száma | Helyezések száma | Helyezések száma | Helyezések száma | Olimpiai pont | Indulók száma | Indulók száma | Indulók száma |
| Sportág                    |                  |                  |                  | 4.               | 5.               | 6.               | Olimpiai pont | Férfi         | Nő            | Össz.         |
| Alpesisí                   | 0                | 0                | 0                | 0                | 0                | 0                | 0             | 1             | 1             | 2             |
| Műkorcsolya                | 0                | 0                | 0                | 0                | 0                | 0                | 0             | 1             | 1             | 2             |
| Rövidpályás gyorskorcsolya | 1                | 0                | 2                | 1                | 0                | 2                | 20            | 5             | 2             | 7             |
| Sífutás                    | 0                | 0                | 0                | 0                | 0                | 0                | 0             | 1             | 1             | 2             |
| Snowboard                  | 0                | 0                | 0                | 0                | 0                | 0                | 0             | 0             | 1             | 1             |
|                            |                  |                  |                  |                  |                  |                  |               |               |               |               |
| Összesen                   | 1                | 0                | 2                | 1                | 0                | 2                | 20            | 8             | 6             | 14            |

## Alpesisí
Férfi
| Versenyző     | Versenyszám      | 1. futam | 1. futam | 2. futam | 2. futam | Összesítés | Összesítés |
| Versenyző     | Versenyszám      | Idő      | Hely.    | Idő      | Hely.    | Idő        | Helyezés   |
| ------------- | ---------------- | -------- | -------- | -------- | -------- | ---------- | ---------- |
| Kékesi Márton | Műlesiklás       | 1:01,85  | 40.      | 56,12    | 32.      | 1:57,97    | 33.        |
| Kékesi Márton | Óriás-műlesiklás | 1:14,47  | 39.      | 1:19,07  | 34.      | 2:33,54    | 34.        |

Női
| Versenyző | Versenyszám      | 1. futam      | 1. futam      | 2. futam | 2. futam | Összesítés | Összesítés |
| Versenyző | Versenyszám      | Idő           | Hely.         | Idő      | Hely.    | Idő        | Helyezés   |
| --------- | ---------------- | ------------- | ------------- | -------- | -------- | ---------- | ---------- |
| Tóth Zita | Műlesiklás       | 57,97         | 44.           | 57,89    | 40.      | 1:55,86    | 40.        |
| Tóth Zita | Óriás-műlesiklás | nem ért célba | nem ért célba | kiesett  | kiesett  | kiesett    | kiesett    |

## Műkorcsolya
| Versenyző                       | Versenyszám | Rövid program | Rövid program | Kűr          | Kűr          | Összesítés   | Összesítés   |
| Versenyző                       | Versenyszám | Pont          | Hely.         | Pont         | Hely.        | Pont         | Helyezés     |
| ------------------------------- | ----------- | ------------- | ------------- | ------------ | ------------ | ------------ | ------------ |
| Scsetyinyina Julija Magyar Márk | Páros       | visszalépett  | visszalépett  | visszalépett | visszalépett | visszalépett | visszalépett |

## Rövidpályás gyorskorcsolya
Férfi
| Versenyző                                                       | Versenyszám  | Előfutam | Előfutam | Negyeddöntő | Negyeddöntő | Elődöntő | Elődöntő | B döntő  | B döntő | Döntő                | Döntő                | Helyezés                 |
| Versenyző                                                       | Versenyszám  | Idő      | Hely.    | Idő         | Hely.       | Idő      | Hely.    | Idő      | Hely.   | Idő                  | Hely.                | Helyezés                 |
| --------------------------------------------------------------- | ------------ | -------- | -------- | ----------- | ----------- | -------- | -------- | -------- | ------- | -------------------- | -------------------- | ------------------------ |
| John-Henry Krueger                                              | 500 m        | 40,407   | 2.       | 40,844      | 5.          | kiesett  | kiesett  | kiesett  | kiesett | kiesett              | kiesett              | 17.                      |
| John-Henry Krueger                                              | 1000 m       | 1:25,236 | 1.       | kizárták    | kizárták    | kiesett  | kiesett  | kiesett  | kiesett | kiesett              | kiesett              | 14.                      |
| John-Henry Krueger                                              | 1500 m       |          |          | 2:12,525    | 3.          | 2:18,671 | 5. ADVB  | 2:18,059 | 1.      |                      |                      | 11.                      |
| Liu Shaoang                                                     | 500 m        | 40,797   | 1.       | 40,386      | 1.          | 40,157   | 1.       |          |         | 40,338               | 1.                   | 1. helyezett, aranyérmes |
| Liu Shaoang                                                     | 1000 m       | 1:23,796 | 1.       | 1:23,940    | 2.          | 1:35,384 | 5. ADV   |          |         | 1:35,693             | 3.                   |                          |
| Liu Shaoang                                                     | 1500 m       |          |          | 2:15,376    | 2.          | 2:12,519 | 1.       |          |         | 2:09,409             | 4.                   | 4.                       |
| Liu Shaolin Sándor                                              | 500 m        | 40,948   | 1.       | 40,700      | 4.          | kiesett  | kiesett  | kiesett  | kiesett | kiesett              | kiesett              | 13.                      |
| Liu Shaolin Sándor                                              | 1000 m       | 1:25,262 | 1.       | 1:55,248    | 3. ADV      | 1:23,567 | 1.       |          |         | kizárták (sárga lap) | kizárták (sárga lap) | helyezetlen              |
| Liu Shaolin Sándor                                              | 1500 m       |          |          | 2:09,213    | 1.          | 2:10,685 | 2.       |          |         | 2:09,953             | 6.                   | 6.                       |
| Liu Shaoang Liu Shaolin Sándor John-Henry Krueger Nógrádi Bence | 5000 m váltó |          |          |             |             | 6:45,172 | 4.       | 6:39,713 | 1.      |                      |                      | 6.                       |

Női
| Versenyző       | Versenyszám | Előfutam   | Előfutam | Negyeddöntő | Negyeddöntő | Elődöntő | Elődöntő | B döntő  | B döntő | Döntő   | Döntő   | Helyezés    |
| Versenyző       | Versenyszám | Idő        | Hely.    | Idő         | Hely.       | Idő      | Hely.    | Idő      | Hely.   | Idő     | Hely.   | Helyezés    |
| --------------- | ----------- | ---------- | -------- | ----------- | ----------- | -------- | -------- | -------- | ------- | ------- | ------- | ----------- |
| Jászapáti Petra | 500 m       | 42,848     | 2.       | 43,476      | 1.          | 43,198   | 3.       | 43,004   | 2.      |         |         | 7.          |
| Jászapáti Petra | 1000 m      | 1:28,392   | 2.       | 1:28,786    | 3.          | 1:28,827 | 5.       | 1:30,249 | 4.      |         |         | 8.          |
| Jászapáti Petra | 1500 m      |            |          | 2:22,115    | 2.          | kizárták | kizárták | kiesett  | kiesett | kiesett | kiesett | 22.         |
| Kónya Zsófia    | 500 m       | 43,905     | 3.       | kiesett     | kiesett     | kiesett  | kiesett  | kiesett  | kiesett | kiesett | kiesett | 21.         |
| Kónya Zsófia    | 1000 m      | idő nélkül | 4.       | kiesett     | kiesett     | kiesett  | kiesett  | kiesett  | kiesett | kiesett | kiesett | =29.        |
| Kónya Zsófia    | 1500 m      |            |          | kizárták    | kizárták    | kiesett  | kiesett  | kiesett  | kiesett | kiesett | kiesett | helyezetlen |

Vegyes
| Versenyző                                                                      | Versenyszám  | Negyeddöntő | Negyeddöntő | Elődöntő | Elődöntő | B döntő | B döntő | Döntő    | Döntő | Helyezés |
| Versenyző                                                                      | Versenyszám  | Idő         | Hely.       | Idő      | Hely.    | Idő     | Hely.   | Idő      | Hely. | Helyezés |
| ------------------------------------------------------------------------------ | ------------ | ----------- | ----------- | -------- | -------- | ------- | ------- | -------- | ----- | -------- |
| Jászapáti Petra Kónya Zsófia Liu Shaolin Sándor Liu Shaoang John-Henry Krueger | 2000 m váltó | 2:38,396    | 1.          | 2:38,052 | 1.       |         |         | 2:40,900 | 3.    |          |

- További résztvevő: Varnyú Alex
- Tartalékok: Tiborcz Dániel (Magyarországon maradó tartalék), Sziliczei-Német Rebeka (utazó tartalék)[4]

## Sífutás
Távolsági
Férfi
| Versenyző  | Versenyszám | Idő       | Helyezés |
| ---------- | ----------- | --------- | -------- |
| Kónya Ádám | 15 km       | 45:48,9   | 80.      |
| Kónya Ádám | 50 km       | 1:25:21,4 | 55.      |

Női
| Versenyző  | Versenyszám | Idő     | Helyezés |
| ---------- | ----------- | ------- | -------- |
| Pónya Sára | 10 km       | 41:13,6 | 97.      |

Sprint
| Versenyző  | Versenyszám         | Selejtező | Selejtező | Negyeddöntő | Negyeddöntő | Elődöntő | Elődöntő | Döntő   | Helyezés |
| Versenyző  | Versenyszám         | Idő       | Hely.     | Idő         | Hely.       | Idő      | Hely.    | Idő     | Helyezés |
| ---------- | ------------------- | --------- | --------- | ----------- | ----------- | -------- | -------- | ------- | -------- |
| Kónya Ádám | Férfi egyéni sprint | 3:09,43   | 72.       | kiesett     | kiesett     | kiesett  | kiesett  | kiesett | 72.      |

## Snowboard
Először indulhatott magyar snowboardos a téli olimpiai játékok történetében.
Akrobatika
Női
| Versenyző        | Versenyszám | Selejtező | Selejtező | Selejtező | Selejtező     | Selejtező | Döntő    | Döntő    | Döntő    | Döntő         | Helyezés |
| Versenyző        | Versenyszám | 1. futam  | 2. futam  | 3. futam  | Jobb eredmény | Hely.     | 1. futam | 2. futam | 3. futam | Jobb eredmény | Helyezés |
| ---------------- | ----------- | --------- | --------- | --------- | ------------- | --------- | -------- | -------- | -------- | ------------- | -------- |
| Kozuback Kamilla | Big air     | 51,50     | 5,50      | 59,00     | 110,50        | 17.       | kiesett  | kiesett  | kiesett  | kiesett       | kiesett  |
| Kozuback Kamilla | Halfpipe    | 35,50     | 15,00     |           | 35,50         | 19.       | kiesett  | kiesett  | kiesett  | kiesett       | kiesett  |
| Kozuback Kamilla | Slopestyle  | 21,95     | 19,58     |           | 21,95         | 28.       | kiesett  | kiesett  | kiesett  | kiesett       | kiesett  |